# Postbahnhof Leipzig

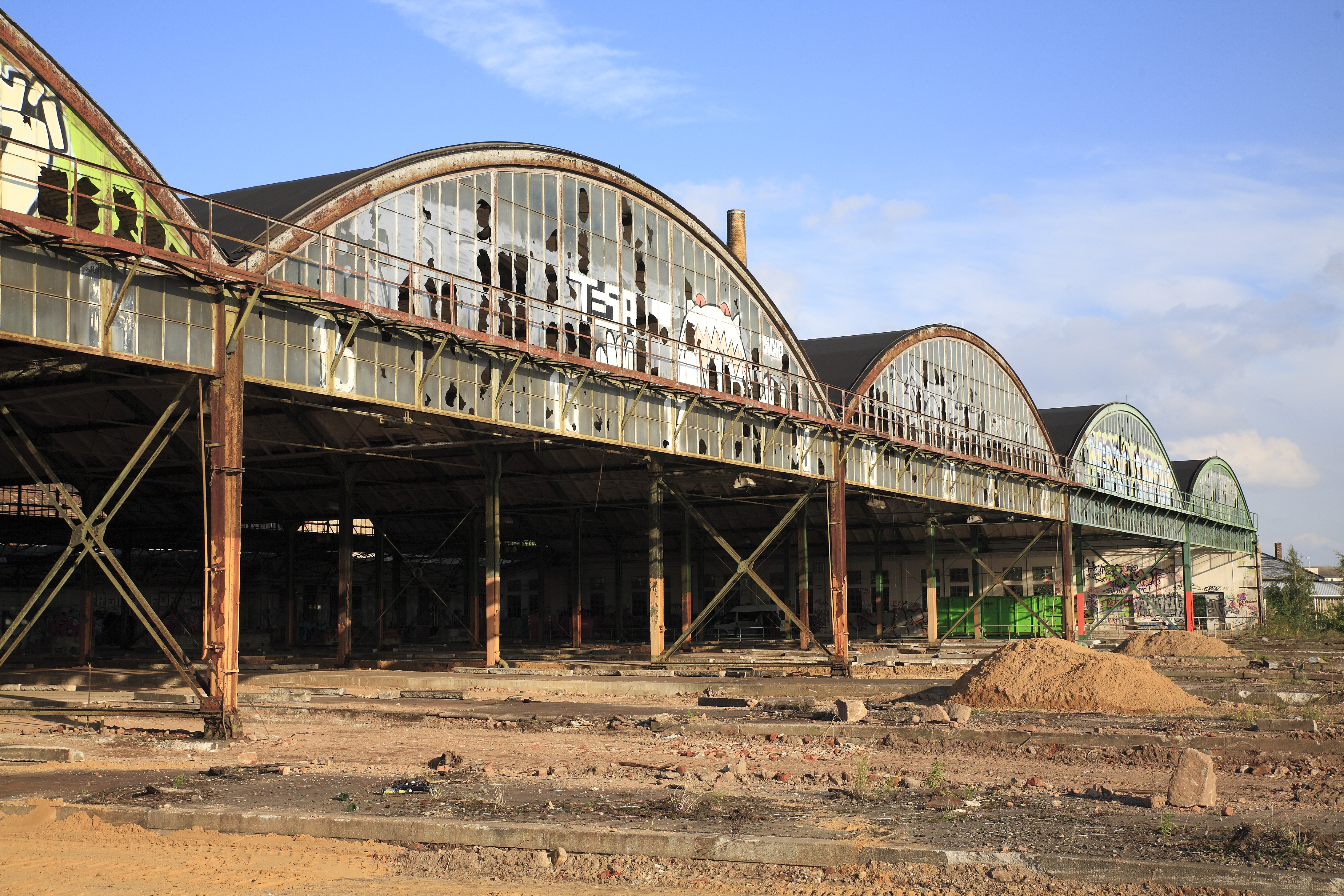
Leipzig Postbahnhof

Leipzig Postbahnhof var en poststation i Leipzig, Tyskland. Stationen fanns mellan åren 1912 - 1994 och var en viktig knutpunkt i centrala Tysklands postjärnvägstrafik. 

## Historia
1841 sköttes en del av posttrafiken mellan Leipzig och Dresden på järnvägslinjen Leipzig-Dresden, som hade öppnats två år tidigare. 1851 användes de första järnvägspostvagnarna på sträckan Leipzig–Hof. År 1867 lät Kungliga Saschiska posten tillverka 25 postvagnar.
I början av 1900-talet hade Leipzigs järnvägspostsystem svårt att hantera den ständigt ökande posttrafiken. Därför beslutades att en ny centralt belägen poststation med ett järnvägspostkontor. Stationen byggdes norr om järnvägen till Dresden. Den nya poststationen stod klar två år innan Leipzig Hauptbahnhof var färdigbyggd. 
Poststationen byggdes med åtta båghallar som inrymde 29 spår och 16 plattformar. Det fanns plats för 90 postvagnar, vilket gör det till sin tids största järnvägspostterminal. Bangården innehöll två Ställverk.